# Колотов Віктор Миколайович
Віктор Миколайович Колотов (9 серпня 1945 — 20 квітня 2013) — український військовик. Генерал-полковник. Командувач військами Північного оперативного командування. Начальник Тилу Збройних Сил України (2002–2003).

## Біографія
Народився 9 серпня 1945 року, у с. Маляші Каракулінського району Удмуртської АРСР. У 1966 році закінчив Далекосхідне танкове училище, Військову академію бронетанкових військ (1981), Військову академію Генштабу ЗС СРСР (1989).
У 1966–1971 рр. — командир навчального танкового взводу,
У 1971–1974 рр. — командир танкової роти,
У 1974–1977 рр. — начальник штабу танкової бригади Далекосхідного ВО.
У 1977–1980 рр. — командир танкового батальйону,
З 1980 — начальник штабу мотострілецького полку Білоруського ВО.
У 1980–1981 рр. — заступник командира мотострілецького полку,
У 1981–1983 рр. — командир мотострілецького полку,
У 1983–1985 рр. — заступник командира мотострілецької дивізії.
У 1985–1987 рр. — командир 12-ї мотострілецької дивізії 39-ї загальновійськової армії Забайкальського ВО.
У 1987–1989 рр. — слухач Військової академії Генерального штабу ЗС СРСР.
У 1989–1993 рр. — начальник штабу — перший заступник командувача армії,
У 1993–1994 рр. — начальник штабу — перший заступник командувача армійського корпусу,
У 1994–1996 рр. — командувач 1-го армійського корпусу Одеського військового округу.
З 12.1996 по 02.1998 — командувач військ Північного оперативно-територіального командування.
З 02.1998 по 05.2000 — командувач військ Північного оперативного командування.
З 05.2000 по 02.2002 — заступник Міністра оборони України з тилу — начальник тилу ЗС України.
З лютого 2002 — серпень 2003 — начальник Тилу Збройних Сил України.

Могила Віктора Колотова

Помер 20 квітня 2013 року. Похований в Києві на Байковому кладовищі (ділянка № 52а).

## Звання
- генерал-полковник (21 серпня 1997)[3]

## Нагороди та відзнаки
- Орден Червоної Зірки,
- Орден «За службу Батьківщині в Збройних Силах СРСР» ІІІ ст.,
- Орден «За заслуги» ІІІ та ІІ ст.,
- Відзнака Міністерства оборони України «Доблесть і честь»,
- іншими нагородами Збройних Сил СРСР та України.